# 兵庫県立がんセンター
兵庫県立がんセンター（ひょうごけんりつがんセンター）は、兵庫県明石市にある県立病院。兵庫県の都道府県がん診療連携拠点病院、医師の卒後臨床研修指定病院でもある。

## 沿革
- 1962年9月 - 財団法人兵庫県がんセンターの附属病院として発足。
- 1971年4月 - 財団法人兵庫県がんセンターが解散し、兵庫県に移管。
- 1984年5月 - 現在地に移転し、兵庫県立成人病センターとなる。
- 1987年5月 - 西病棟が完成。
- 2007年1月 - 都道府県がん診療連携拠点病院に指定。
- 2007年4月 - 兵庫県立がんセンターに名称変更。

## 診療科
- 内科
- 血液内科
- 腫瘍内科
- 緩和医療科
- 精神科
- 呼吸器科
- 消化器科
- 外科
- 消化器外科
- 乳腺科
- 整形外科
- 形成外科
- 脳神経外科
- 呼吸器外科
- 皮膚科
- 泌尿器科
- 婦人科
- 耳鼻咽喉科（頭頸部外科）
- 放射線診断科
- 放射線治療科
- 麻酔科
- 歯科
- 歯科口腔外科

## 医療機関の指定・認定
（下表の出典）
| 保険医療機関                                                                   | 高齢者の医療の確保に関する法律（昭和57年法律第80号）第7条第1項に規定する医療保険各法及び同法に基づく療養等の給付の対象とならない医療並びに公費負担医療を行わない医療機関 |
| 労災保険指定医療機関                                                           | 臨床研修病院 |
| 指定自立支援医療機関（精神通院医療）                                           | 身体障害者福祉法指定医の配置されている医療機関 |
| 精神保健指定医の配置されている医療機関                                         | 生活保護法指定医療機関 |
| がん診療連携拠点病院（国指定）                                                 | がんゲノム医療中核拠点病院等 |
| 難病の患者に対する医療等に関する法律（平成26年法律第50号）に基づく指定医療機関 | 原子爆弾被害者医療指定医療機関 |
| 原子爆弾被害者一般疾病医療取扱医療機関                                         | DPC対象病院 |

## 交通
- JR明石駅・山陽明石駅より神姫バス（北4番・北5番のりば）20・21系統、市民病院方面行・23・82系統、がんセンター経由県立リハビリセンター行・22系統、がんセンター・玉津曙・王塚台5丁目経由西明石駅行・22A系統、がんセンター・県立リハビリセンター・玉津曙・王塚台5丁目経由西明石駅行でがんセンター下車。
- JR西明石駅から神姫バス（1番のりば）22系統、王塚台5丁目・玉津曙・がんセンター経由明石駅行・22A系統、王塚台5丁目・県立リハビリセンター・がんセンター経由明石駅行でがんセンター下車。

## 不祥事・医療ミス・医療事故
- 2018年 - 2018年末、子宮体がん患者の女性（40代）の手術前に肺の血栓を防ぐため金属製のフィルターを挿入。2019年1月にワイヤで回収しようとしたが、医師の作業ミスでワイヤがフィルターから外れる医療事故が起きた。別の病院で開胸手術を行い、フィルターは取り出せた。フィルターが長期間留置されると新たな血栓ができる恐れがあった。患者のその後の経過に問題はない[2]。
- 2021年8月 - 腎臓がん患者の男性（50代）の手術を、手術支援ロボット「ダヴィンチ」で行った際、誤ってがんのない正常な部分を摘出。本来は手術中に摘出した部分に病巣があるかを目視で確認するが、男性執刀医（50代）は確認しなかった。男性患者はこのミスにより、左の腎臓を全摘する再手術を受け、退院した[3]。